# Grande Prêmio da Emília-Romanha de 2020
O Grande Prêmio da Emília-Romanha de 2020 foi a décima terceira etapa do Campeonato Mundial de 2020 da Fórmula 1. Foi disputado em 1 de novembro de 2020 no Autódromo Enzo e Dino Ferrari, em ímola, Itália, que voltou a receber uma corrida de Fórmula 1 após 14 anos, a última havia sido o Grande Prêmio de San Marino de 2006, em virtude das mudanças no calendário provocadas pela pandemia de COVID-19. O evento marcou a volta do circuito de Ímola, onde Ayrton Senna e Roland Ratzenberger morreram durante o final de semana de 1994.

## Relatório

### Treino classificatório

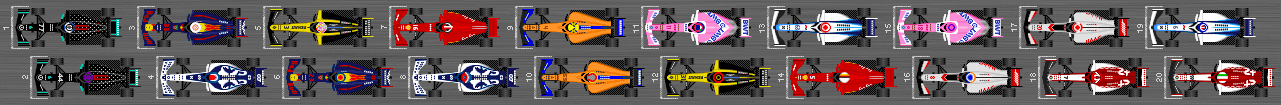
Grid de Largada

Q1
Q2
Q3

## Pneus
| Nome do composto | Cor | Banda de rolamento | Condições de Tempo | Dry Type                           | Aderência       | Longevidade   |
| ---------------- | --- | ------------------ | ------------------ | ---------------------------------- | --------------- | ------------- |
| Macio (C4)       |     | Slick (P Zero)     | Seco               | Soft                               | Mais aderência  | Menos durável |
| Médio (C3)       |     | Slick (P Zero)     | Seco               | Medium                             | Médio           | Médio         |
| Duro (C2)        |     | Slick (P Zero)     | Seco               | Hard                               | Menos aderência | Mais durável  |
| Intermediário    |     | Sulcos (Cinturato) | Molhado            | Intermediate (água não estagnante) | —               | —             |
| Chuva            |     | Sulcos (Cinturato) | Molhado            | Wet (água estagnante)              | —               | —             |

| Escolhas de Pneus de cada piloto para o GP da Emília-Romanha: | Escolhas de Pneus de cada piloto para o GP da Emília-Romanha: | Escolhas de Pneus de cada piloto para o GP da Emília-Romanha: | Escolhas de Pneus de cada piloto para o GP da Emília-Romanha: | Escolhas de Pneus de cada piloto para o GP da Emília-Romanha: | Escolhas de Pneus de cada piloto para o GP da Emília-Romanha: |
| ------------------------------------------------------------- | ------------------------------------------------------------- | ------------------------------------------------------------- | ------------------------------------------------------------- | ------------------------------------------------------------- | ------------------------------------------------------------- |
| Nº                                                            | Pilotos                                                       | Equipe(s)                                                     | Duro                                                          | Médio                                                         | Macio                                                         |
| 44                                                            | Lewis Hamilton                                                | Mercedes                                                      |                                                               |                                                               |                                                               |
| 77                                                            | Valtteri Bottas                                               | Mercedes                                                      |                                                               |                                                               |                                                               |
| 5                                                             | Sebastian Vettel                                              | Ferrari                                                       |                                                               |                                                               |                                                               |
| 16                                                            | Charles Leclerc                                               | Ferrari                                                       |                                                               |                                                               |                                                               |
| 23                                                            | Alexander Albon                                               | Red Bull-Honda                                                |                                                               |                                                               |                                                               |
| 33                                                            | Max Verstappen                                                | Red Bull-Honda                                                |                                                               |                                                               |                                                               |
| 3                                                             | Daniel Ricciardo                                              | Renault                                                       |                                                               |                                                               |                                                               |
| 31                                                            | Esteban Ocon                                                  | Renault                                                       |                                                               |                                                               |                                                               |
| 8                                                             | Romain Grosjean                                               | Haas-Ferrari                                                  |                                                               |                                                               |                                                               |
| 20                                                            | Kevin Magnussen                                               | Haas-Ferrari                                                  |                                                               |                                                               |                                                               |
| 55                                                            | Carlos Sainz Jr.                                              | McLaren-Renault                                               |                                                               |                                                               |                                                               |
| 4                                                             | Lando Norris                                                  | McLaren-Renault                                               |                                                               |                                                               |                                                               |
| 11                                                            | Sergio Pérez                                                  | Racing Point-Mercedes                                         |                                                               |                                                               |                                                               |
| 18                                                            | Lance Stroll                                                  | Racing Point-Mercedes                                         |                                                               |                                                               |                                                               |
| 7                                                             | Kimi Raikkonen                                                | Alfa Romeo Racing-Ferrari                                     |                                                               |                                                               |                                                               |
| 99                                                            | Antonio Giovinazzi                                            | Alfa Romeo Racing-Ferrari                                     |                                                               |                                                               |                                                               |
| 10                                                            | Pierre Gasly                                                  | AlphaTauri-Honda                                              |                                                               |                                                               |                                                               |
| 26                                                            | Daniil Kvyat                                                  | AlphaTauri-Honda                                              |                                                               |                                                               |                                                               |
| 6                                                             | Nicholas Latifi                                               | Williams-Mercedes                                             |                                                               |                                                               |                                                               |
| 63                                                            | George Russell                                                | Williams-Mercedes                                             |                                                               |                                                               |                                                               |

## Resultados

### Treino classificatório
| 1                        | 77 | Valtteri Bottas    | Mercedes                  | 1:14.221 | 1:14.585 | 1:13.609 | 1  |
| 2                        | 44 | Lewis Hamilton     | Mercedes                  | 1.14.229 | 1:14.643 | 1:13.706 | 2  |
| 3                        | 33 | Max Verstappen     | Red Bull Racing-Honda     | 1:15.034 | 1:14.974 | 1:14.176 | 3  |
| 4                        | 10 | Pierre Gasly       | AlphaTauri-Honda          | 1:15.183 | 1:14.681 | 1:14.502 | 4  |
| 5                        | 3  | Daniel Ricciardo   | Renault                   | 1:15.474 | 1:14.953 | 1:14.520 | 5  |
| 6                        | 23 | Alexander Albon    | Red Bull Racing-Honda     | 1:15.402 | 1:14.745 | 1:14.572 | 6  |
| 7                        | 16 | Charles Leclerc    | Ferrari                   | 1:15.123 | 1:15.017 | 1:14.616 | 7  |
| 8                        | 26 | Daniil Kvyat       | AlphaTauri-Honda          | 1:15.412 | 1:15.022 | 1:14.696 | 8  |
| 9                        | 4  | Lando Norris       | McLaren-Renault           | 1:15.274 | 1:15.051 | 1:14.814 | 9  |
| 10                       | 55 | Carlos Sainz Jr.   | McLaren-Renault           | 1:15.528 | 1:15.027 | 1:14.911 | 10 |
| 11                       | 11 | Sergio Pérez       | Racing Point-BWT Mercedes | 1:15.407 | 1:15.061 | —        | 11 |
| 12                       | 31 | Esteban Ocon       | Renault                   | 1:15.352 | 1:15.201 | —        | 12 |
| 13                       | 63 | George Russell     | Williams-Mercedes         | 1:15.760 | 1:15.323 | —        | 13 |
| 14                       | 5  | Sebastian Vettel   | Ferrari                   | 1:15.571 | 1:15.385 | —        | 14 |
| 15                       | 18 | Lance Stroll       | Racing Point-BWT Mercedes | 1:15.822 | 1:15.494 | —        | 15 |
| 16                       | 8  | Romain Grosjean    | Haas-Ferrari              | 1:15.918 | —        | —        | 16 |
| 17                       | 20 | Kevin Magnussen    | Haas-Ferrari              | 1:15.939 | —        | —        | 17 |
| 18                       | 7  | Kimi Räikkönen     | Alfa Romeo-Ferrari        | 1:15.953 | —        | —        | 18 |
| 19                       | 6  | Nicholas Latifi    | Williams-Mercedes         | 1:15.987 | —        | —        | 19 |
| 20                       | 99 | Antonio Giovinazzi | Alfa Romeo-Ferrari        | 1:16.208 | —        | —        | 20 |
| Tempo dos 107%: 1:19.416 |    |                    |                           |          |          |          |    |
| Fonte:                   |    |                    |                           |          |          |          |    |

Notas

### Corrida

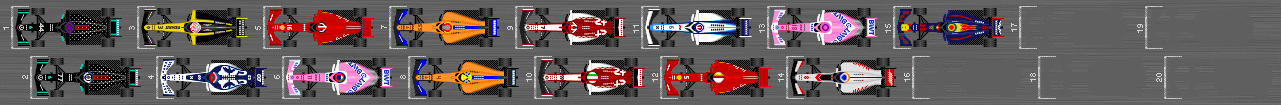
Resultado da Corrida

| 1                                                                  | 44 | Lewis Hamilton     | Mercedes                  | 63 | 1:28:32.430               | 2  | 25+1 |
| 2                                                                  | 77 | Valtteri Bottas    | Mercedes                  | 63 | +5.783                    | 1  | 18   |
| 3                                                                  | 3  | Daniel Ricciardo   | Renault                   | 63 | +14.320                   | 5  | 15   |
| 4                                                                  | 26 | Daniil Kvyat       | AlphaTauri-Honda          | 63 | +15.141                   | 8  | 12   |
| 5                                                                  | 16 | Charles Leclerc    | Ferrari                   | 63 | +19.111                   | 7  | 10   |
| 6                                                                  | 11 | Sergio Pérez       | Racing Point-BWT Mercedes | 63 | +19.652                   | 11 | 8    |
| 7                                                                  | 55 | Carlos Sainz Jr.   | McLaren-Renault           | 63 | +20.230                   | 10 | 6    |
| 8                                                                  | 4  | Lando Norris       | McLaren-Renault           | 63 | +21.131                   | 9  | 4    |
| 9                                                                  | 7  | Kimi Räikkönen     | Alfa Romeo-Ferrari        | 63 | +22.224                   | 18 | 2    |
| 10                                                                 | 99 | Antonio Giovinazzi | Alfa Romeo-Ferrari        | 63 | +26.398                   | 20 | 1    |
| 11                                                                 | 6  | Nicholas Latifi    | Williams-Mercedes         | 63 | +27.135                   | 19 |      |
| 12                                                                 | 5  | Sebastian Vettel   | Ferrari                   | 63 | +28.453                   | 14 |      |
| 13                                                                 | 18 | Lance Stroll       | Racing Point-Mercedes     | 63 | +29.163                   | 15 |      |
| 14                                                                 | 8  | Romain Grosjean    | Haas-Ferrari              | 63 | +32.9351                  | 16 |      |
| 15                                                                 | 23 | Alexander Albon    | Red Bull Racing-Honda     | 63 | +57.284                   | 6  |      |
| Ret                                                                | 63 | George Russell     | Williams-Mercedes         | 51 | Acidente                  | 13 |      |
| Ret                                                                | 33 | Max Verstappen     | Red Bull Racing-Honda     | 50 | Punção / centrifugação    | 3  |      |
| Ret                                                                | 20 | Kevin Magnussen    | Haas-Ferrari              | 47 | Abandono                  | 17 |      |
| Ret                                                                | 31 | Esteban Ocon       | Renault                   | 27 | Caixa de velocidade       | 12 |      |
| Ret                                                                | 10 | Pierre Gasly       | AlphaTauri-Honda          | 8  | Vazamento de refrigerador | 4  |      |
| Volta mais rápida: Lewis Hamilton (Mercedes) – 1:15.484 (volta 63) |    |                    |                           |    |                           |    |      |
| Fonte:                                                             |    |                    |                           |    |                           |    |      |

Notes
- ↑1  – Romain Grosjean terminou em 12º na pista, mas recebeu uma penalidade de cinco segundos por exceder os limites da pista.

## Curiosidades
- A equipe Mercedes é heptacampeão no Campeonato de Construtores na Fórmula 1 e quebra o recorde de sequência de títulos da Ferrari (6 de 1999 à 2004).
- Último pódio de Daniel Ricciardo na temporada, o segundo e o último do australiano pela equipe Renault.
- Excluindo os abandonos e não-participações, Essa foi a única corrida em que Lance Stroll não terminou na zona de pontuação.

## Voltas na liderança
| Nº de Voltas | Piloto          | Voltas |
| ------------ | --------------- | ------ |
| 46           | Lewis Hamilton  | 19-63  |
| 17           | Valtteri Bottas | 1-18   |

## 2020DHLFastest Pit Stop Award

### Resultado
| 1      | 23 | Alexander Albon  | Red Bull-Honda            | 1.93 | 25 |
| 2      | 33 | Max Verstappen   | Red Bull-Honda            | 2.16 | 18 |
| 3      | 77 | Valtteri Bottas  | Mercedes                  | 2.40 | 15 |
| 4      | 63 | George Russell   | Williams-Mercedes         | 2.46 | 12 |
| 5      | 4  | Lando Norris     | McLaren-Renault           | 2.49 | 10 |
| 6      | 6  | Nicholas Latifi  | Williams-Mercedes         | 2.55 | 8  |
| 7      | 5  | Sebastian Vettel | Ferrari                   | 2.56 | 6  |
| 8      | 26 | Daniil Kvyat     | AlphaTauri-Honda          | 2.57 | 4  |
| 9      | 7  | Kimi Räikkönen   | Alfa Romeo Racing-Ferrari | 2.58 | 2  |
| 10     | 55 | Carlos Sainz Jr. | McLaren-Renault           | 2.60 | 1  |
| Fonte: |    |                  |                           |      |    |

### Classificação
| Tabela do DHL Fastest Pit Stop Award \| Pos \| Construtor \| Pontos \| \| --- \| ------------------------- \| ------ \| \| 1 \| Red Bull-Honda \| 416 \| \| 2 \| Mercedes \| 198 \| \| 3 \| Williams-Mercedes \| 194 \| \| 4 \| Alfa Romeo Racing-Ferrari \| 132 \| \| 5 \| Renault \| 78 \| \| 6 \| Ferrari \| 78 \| \| 7 \| McLaren-Renault \| 75 \| \| 8 \| AlphaTauri-Honda \| 65 \| \| 9 \| Racing Point-Mercedes \| 58 \| \| 10 \| Haas-Ferrari \| 3 \| |                           |        |
| Pos | Construtor                | Pontos |
| 1 | Red Bull-Honda            | 416    |
| 2 | Mercedes                  | 198    |
| 3 | Williams-Mercedes         | 194    |
| 4 | Alfa Romeo Racing-Ferrari | 132    |
| 5 | Renault                   | 78     |
| 6 | Ferrari                   | 78     |
| 7 | McLaren-Renault           | 75     |
| 8 | AlphaTauri-Honda          | 65     |
| 9 | Racing Point-Mercedes     | 58     |
| 10 | Haas-Ferrari              | 3      |

## Tabela do campeonato após a corrida
Somente as cinco primeiras posições estão incluídas nas tabelas.
| Pos | Piloto           | Pontos | Var     |
| --- | ---------------- | ------ | ------- |
| 1   | Lewis Hamilton   | 282    | Estável |
| 2   | Valtteri Bottas  | 197    | Estável |
| 3   | Max Verstappen   | 162    | Estável |
| 4   | Daniel Ricciardo | 95     | Estável |
| 5   | Charles Leclerc  | 85     | Estável |

| Pos | Construtor            | Pontos | Var     |
| --- | --------------------- | ------ | ------- |
| 1   | Mercedes              | 479    | Estável |
| 2   | Red Bull Racing-Honda | 226    | Estável |
| 3   | Renault               | 135    | 2       |
| 4   | McLaren-Renault       | 134    | Estável |
| 5   | Racing Point-Mercedes | 134    | 2       |